# Krobshäuser Mühle
Krobshäuser Mühle ist ein Gemeindeteil der Stadt Feuchtwangen im Landkreis Ansbach (Mittelfranken, Bayern). Krobshäuser Mühle liegt in der Gemarkung Dorfgütingen.

## Geografie
Die Einöde liegt am Mühlgraben, der 200 Meter weiter östlich als rechter Zufluss in die Sulzach mündet. Die Bundesstraße 25 führt nach Dorfgütingen (1,1 km nordwestlich) bzw. an Krobshausen vorbei nach Banzenweiler (1,3 km südlich).

## Geschichte
Die Krobshäuser Mühle lag im Fraischbezirk des ansbachischen Oberamtes Feuchtwangen. Die Mühle hatte das Kastenamt Feuchtwangen als Grundherrn. An diesen Verhältnissen hatte sich bis zum Ende des Alten Reiches nichts geändert. Von 1797 bis 1808 unterstand der Ort dem Justiz- und Kammeramt Feuchtwangen.
Mit dem Gemeindeedikt (frühes 19. Jahrhundert) wurde Krobshäuser Mühle dem Steuerdistrikt und der Ruralgemeinde Dorfgütingen zugeordnet. Im Zuge der Gebietsreform in Bayern wurde diese am 1. Juli 1971 nach Feuchtwangen eingemeindet.

### Baudenkmal
- Haus Nr. 1: ehemalige Wassermühle, zweigeschossiger Satteldachbau mit Treppengiebel, Quadermauerwerk, östlich Fachwerkgiebel, 1868; Scheune, eingeschossiger Satteldachbau, teilweise Fachwerk, 1858[9]

### Einwohnerentwicklung
| Jahr      | 001818 | 001840 | 001861 | 001871 | 001885 | 001900 | 001925 | 001950 | 001961 | 001970 | 001987 |
| Einwohner | 7      | 5      | 11     | 9      | 7      | 9      | 6      | 12     | 11     | 7      | 9      |
| Häuser    | 1      | 1      |        |        | 1      | 2      | 1      | 2      | 2      |        | 2      |
| Quelle    | [ 11 ] | [ 12 ] | [ 13 ] | [ 14 ] | [ 15 ] | [ 16 ] | [ 17 ] | [ 18 ] | [ 19 ] | [ 20 ] | [ 1 ]  |

## Religion
Der Ort ist seit der Reformation evangelisch-lutherisch geprägt und bis heute nach St. Maria (Dorfgütingen) gepfarrt. Die Einwohner römisch-katholischer Konfession sind nach St. Ulrich und Afra (Feuchtwangen) gepfarrt.